# 愛知県立春日井東高等学校
愛知県立春日井東高等学校（あいちけんりつかすがいひがしこうとうがっこう）は、愛知県春日井市北東部(旧東春日井郡坂下町域)の廻間町にある公立の高等学校。

## 沿革
- 1978年（昭和53年） 開校。

## 設置課程・校訓

### 設置課程
- 普通科 - 募集定員160人、4クラス

### 基本校訓
- 考える人間・あたたかい人間・たくましい人間

### 備考
この校訓を英語訳した「be thoughtfull warm hearted and strong」は、陸上部の掛け声に使われていた。

## 最寄り駅
- JR中央本線 高蔵寺駅北口から名鉄バス「愛知県コロニー」または「内々神社」行きで「愛知学園前」バス停下車、徒歩で約15分。

## 著名な出身者
- SWAY（フォークグループ）
- 水野宗徳（放送作家・脚本家・小説家）
- MASH（シンガーソングライター）
- Campanella（ラッパー）
- 山口博司（医工学研究者）